# Джером Пауелл
Джером Гейден Пауелл (англ. Jerome Hayden Powell; нар. 4 лютого 1953, Вашингтон) — американський юрист, член Ради керівників Федеральної резервної системи з 2012 р. Голова Федеральної резервної системи з 5 лютого 2018 року.

## Життєпис
Закінчив Принстонський університет (1975 р.), вивчав право в Джорджтаунському університеті (1979 р.). З 1975 по 1976 рр. працював помічником сенатора Річарда Швайкера з Пенсільванії.
У 1979 р. Пауелл переїжджає до Нью-Йорка і стає службовцем Апеляційного суду другого округу США. З 1981 до 1983 р. він займається адвокатською практикою в міжнародній юридичній фірмі Davis Polk & Wardwell, а з 1983 до 1984 р. — у юридичній фірмі Werbel & McMillen.
З 1984 до 1990 р. Пауелл працював у нью-йоркському інвестиційному банку Dillon, Read & Co.. У період з 1990 по 1993 рр. — у Міністерстві фінансів США, у 1992 р. обійняв посаду заступника міністра фінансів з питань внутрішніх фінансів.
У 1993 р. Пауелл почав працювати керівним директором банку Bankers Trust. З 1997 по 2005 рр. — партнер інвестиційного фонду Carlyle Group. Пауелл є засновником інвестиційної фірми Severn Capital Partners.
2 листопада 2017 р. президент Дональд Трамп висунув кандидатуру Пауелла на посаду наступного голови Федеральної резервної системи.. Затверджений Сенатом 84 проти 13 голосів 23 січня 2018 року. Склав присягу 5 лютого 2018 року.
22 листопада 2021 року президент Джо Байден повторно номінував його на посаду Голови Федерального резервної системи США. 12 травня 2022 року Сенат затвердив його 80 голосами проти 19. Склав присягу на другий термін 23 травня 2022 року.
У 1985 р. Пауелл одружився з Еллісою Леонард. У них є троє дітей.